# Albersdorf-Prebuch
Albersdorf-Prebuch è un comune austriaco di 2 028 abitanti nel distretto di Weiz, in Stiria.